# Ludwik Roch Komczyński
Ludwik Roch Komczyński (ur. 16 sierpnia 1909 w Jaskółkach, zm. 30 września 1970 w Białymstoku) – polski lekarz, specjalista w zakresie patomorfologii, profesor nauk medycznych, dziekan Wydziału Lekarskiego Akademii Medycznej w Białymstoku – AMB (1953–1960), rektor AMB (1962-1970).

## Szkoła i studia
Urodził się w Jaskółkach, w ówczesnym powiecie odolanowskim, obecne woj. wielkopolskie, pow. Ostrów Wielkopolski. Był synem Władysława Komczyńskiego i Jadwigi z Gruszczyńskich. Ojciec był nauczycielem fizyki i matematyki w szkołach poznańskich.
Po ukończeniu humanistycznego Gimnazjum im. św. Jana Kantego w Poznaniu, w 1929 otrzymał świadectwo dojrzałości, po czym podjął studia na Wydziale Lekarskim Uniwersytetu Poznańskiegon (UP). W czasie studiów pełnił funkcję prezesa organizacji studenckiej Bratnia Pomoc Studentów UP. Udzielał się także w Kole Medyków Studentów UP. Był członkiem Korporacji Akademickiej „Surma” (1930-1936).
11 grudnia 1936 uzyskał dyplom lekarza medycyny. Uprawnienia do wykonywania praktyki lekarskiej zdobył w 1938.
W latach 1936–1938 pracował w charakterze asystenta w Zakładzie Anatomii Patologicznej UP pod kierunkiem prof. L. Skubiszewskiego. Od 1938 do 1939 pełnił funkcję starszego asystenta na oddziale chorób wewnętrznych oraz anatomopatologa Publicznego Szpitala Miejskiego w Toruniu.

## Czas wojny i powojenny
W czasie okupacji został deportowany do Generalnego Gubernatorstwa. Od 1940 do 1945 przebywał w Miechowie i pracował w Szpitalu Powiatowym w charakterze konsultanta internisty, prosektora i anatomopatologa, prowadził prywatną praktykę.  
Nielegalnie pełnił funkcję szefa sanitarnego Polskiego Czerwonego Krzyża na powiat miechowski. W czasie okupacji pod pseudonimem "Oset" brał czynny udział w tajnym nauczaniu, udzielał pomocy rannym żołnierzom i partyzantom oraz ich rodzinom. Bezinteresownie pomagał najbiedniejszym i wysiedlonym.  
Po wyzwoleniu w 1945 pełnił służbę w Wojsku Polskim – w Rejonowej Komendzie Uzupełnień – RKU Miechów w stopniu porucznika, później jako przewodniczący Komisji Lekarskiej RKU Płock, gdzie organizował Szpital Epidemiologiczny, a następnie w Toruniu.
Gdy UP wznowił działalność, w 1945 powrócił do Zakładu Anatomii Patologicznej UP na stanowisko starszego asystenta. Włączył się do odbudowy Zakładu, prowadził koło naukowe przy Katedrze, ćwiczenia ze studentami i wykłady. W 1946 obronił pracę doktorską 0 zmianach anatomopatologicznych w chorobie Heinego Medina i ich następstwach dla ustroju ludzkiego i w tym samym roku objął stanowisko adiunkta.

## W Akademii Medycznej w Białymstoku
W październiku 1952 został oddelegowany przez ministra zdrowia J. Sztachelskiego do Akademii Medycznej w Białymstoku w celu zorganizowania Katedry i Zakładu Anatomii Patologicznej. W styczniu 1953 jako doktor nauk medycznych, objął kierownictwo tej katedry i pełnił tę funkcję do końca życia.
Stopień naukowy docenta, nadany przez Centralną Komisję Kwalifikacyjną dla Pracowników Nauki, otrzymał 30 kwietnia 1954. Stopień kandydata nauk medycznych na podstawie pracy Zmiany morfologiczne w narządach myszy pod wpływem dymu papierosowego uzyskał 27 października 1958.
17 września 1960 Rada Państwa nadała mu tytuł profesora nadzwyczajnego. Nominację na profesora zwyczajnego otrzymał 8 kwietnia 1968.

## Praca naukowo-badawcza
Problematyka jego prac naukowo-badawczych obejmowała: stosowania związków wielkocząsteczkowych (tworzyw sztucznych) w medycynie i badaniach; reakcji organizmu na te związki; patologii układu krążenia ze szczególnym uwzględnieniem miażdżycy naczyń krwionośnych; zagadnień onkologicznych ze szczególnym uwzględnieniem karcynogenezy; problemów endokrynologicznych płodów i noworodków; wpływu niektórych antybiotyków i hormonów na gruźlicę doświadczalną; badań morfologicznych w jednostkach chorobowych dotychczas mniej poznanych.
Pracował nad rolą granulocytów kwasochłonnych w procesie karcynogenezy ziarnicy, złośliwej i ich transformacji w komórki Patau-Sternberga. Dokonał udanej próby przeszczepienia ziarnicy złośliwej z człowieka na mysz. Prowadząc doświadczenia na myszach poddanych działaniu dymu papierosowego w ilościach przyjmowanych przez ludzi palących i przez osoby niepalące, ale przebywające w otoczeniu palaczy, prześledził morfologiczne aspekty karcynogenezy w układzie oddechowym.
Wprowadził nowe metody lub ich modyfikacje w zakresie techniki histochemicznej. Ćwiczenia z histopatologii były prowadzone w Zakładzie Histopatologii, a zajęcia autopsyjne do połowy lat 60. w prowizorycznym prosektorium na terenie Szpitala Wojewódzkiego im. J. Śniadeckiego. Większość jego prac miała charakter zespołowy i powstała przy współpracy klinicystów i przedstawicieli innych podstawowych dyscyplin teoretycznych.

## Dorobek dydaktyczny i naukowy
Był kierownikiem specjalizacji I stopnia z anatomii patologicznej 22 osób. Spośród nich 11 uzyskało II stopień specjalizacji. Był promotorem 11 prac doktorskich, 4 jego podopiecznych uzyskało stopień doktora habilitowanego.
Pozostawił dorobek naukowy złożony z ponad 80 prac naukowych (w tym 50 oryginalnych opracowań naukowo-badawczych) i 4 podręczników.
Pod jego kierunkiem wykonano ponad 250 prac badawczych, których wyniki opublikowano na łamach czasopism naukowych krajowych i zagranicznych. Był też autorem kilkudziesięciu artykułów o charakterze popularyzatorskim i publicystycznym. Organizował III Zjazd Naukowy Polskiego Towarzystwa Anatomopatologów, Białystok 24–26 września 1964.

## Działalność organizacyjna
Po objęciu kierownictwa Katedry i Zakładu Anatomii Patologicznej, w latach 1953–1960 pełnił też funkcję dziekana Wydziału Lekarskiego AMB.
23 maja 1962 Senat AMB dokonał wyboru prof. L. Komczyńskiego na rektora na kadencję 1962-1965. W maju 1965 nastąpiła jego reelekcja na kadencję 1965-1968. Z kolei 26 sierpnia 1968 minister zdrowia i opieki społecznej na mocy dekretu przedłużył kadencję rektorską do 31 sierpnia 1969. A w związku z nowelizacją ustawy o szkolnictwie wyższym, minister zdrowia powołał go do pełnienia funkcji rektora AMB na okres od 1 września 1969 do 31 sierpnia 1972. Jego trzecią kadencję przerwała śmierć 30 września 1970. Tym samym, został on pierwszym w historii UMB rektorem piastującym swój urząd w ciągu trzech kolejnych kadencji.
Rozpoczynając swoją pierwszą kadencję rektorską, w 1962 brał udział w uroczystym uruchomieniu Państwowego Szpitala Klinicznego (PSK) w Białymstoku, największego szpitala w regionie, co było niewątpliwym wydarzeniem w skali miasta, regionu i kraju (pierwszym dyrektorem PSK został dr A. Tołłoczko, który już od 1960 sprawował nadzór nad budową i organizacją placówki).
Już wówczas zaplanował budowę Zakładu Anatomii Patologicznej i Medycyny Sądowej, dwóch Klinik Pediatrycznych i jeszcze jednego domu akademickiego. Powołano nowe jednostki naukowo-dydaktyczne i kliniczne AMB. W 1963 powstało Studium Języków Obcych. Pracownia endokrynologiczna w 1965 została przekształcona w Zakład Endokrynologii.
W 1967 na Wydziale Lekarskim AMB utworzono Katedrę Stomatologii. 24 stycznia 1969 utworzono Oddział Stomatologiczny w ramach Wydziału Lekarskiego, a z początkiem II semestru roku akademickiego 1968/1969 rozpoczęto kształcenie studentów na kierunku stomatologicznym. W lutym 1970 powołano do życia trzy instytuty naukowe: Chorób Wewnętrznych, Chorób Nerwowych i Narządów Zmysłów oraz Chirurgii.

## Udział w towarzystwach naukowych i w innych organizacjach
- Specjalista wojewódzki, anatomopatolog województwa białostockiego;
- Współtwórca Polskiego Towarzystwa Anatomopatologów;
- Członek Zarządu Polskiego Towarzystwa Anatomicznego;
- Członek Polskiego Towarzystwa Histochemików i Cytochemików;
- Członek Polskiego Towarzystwa Endokrynologicznego;
- Członek Polskiego Towarzystwa Onkologicznego;
- Członek Polskiego Towarzystwa Lekarskiego;
- Członek Białostockiego Towarzystwa Kultury;
- Członek European Society of Pathology;
- Radny Miejskiej Rady Narodowej;
- Delegat na III Zjazd PZPR[7];
- Członek Związku Bojowników o Wolność i Demokrację;
- Współorganizator i wiceprezes Białostockiego Towarzystwa Naukowego;
- Członek Komitetu Wojewódzkiego Polskiej Zjednoczonej Partii Robotniczej;
- Delegat Związków Zawodowych na Konferencję Światowej Federacji Związków Zawodowych w Obronie Pokoju w Görlitz, NRD (1959);
- Przewodniczący delegacji polskich lekarzy na Kongres Medycyny i Stomatologii Kubańskiej w Hawanie (1966).

## Odznaczenia i wyróżnienia
- Krzyż Komandorski Orderu Odrodzenia Polski (1970);
- Krzyż Oficerski Orderu Odrodzenia Polski (1964);
- Złoty Krzyż Zasługi (1954)[18];
- Medal 10-lecia Polski Ludowej[19];
- Odznaka Tysiąclecia Państwa Polskiego;
- Brązowy i Srebrny Medal Za zasługi dla obronności kraju;
- Odznaka Honorowa II stopnia Polskiego Czerwonego Krzyża;
- Odznaka Za wzorową pracę w służbie zdrowia;
- Złote Odznaczenie im. Janka Krasickiego;
- Złota Odznaka Akademickiego Związku Sportowego;
- Złota Odznaka X-lecia Zrzeszenia Studentów Polskich;
- Złota Odznaka Ochotniczych Hufców Pracy;
- Złota Odznaka Honorowa Towarzystwa Przyjaźni Polsko-Radzieckiej;
- Odznaka Honorowa Zrzeszenia Studentów Polskich;
- Odznaka Członka Honorowego Kubańskiej Ligi Obrony Kraju.

## Epitafium
Profesor zmarł 30 września 1970 i został pochowany na Cmentarzu Miejskim w Białymstoku. Przedwojenna willa przy ul. Skłodowskiej 24, w której mieszkał, znalazła się w rejestrze zabytków.
W uznaniu zasług, jego imię nadano ówczesnemu Szpitalowi Rejonowemu w Ciechanowcu (1985), zaś AMB nadała jego imię jednej z sal wykładowych w Collegium Pathologicum UMB, którego był inicjatorem powstania. 7 czerwca 2013 przy okazji modernizacji tego obiektu, z inicjatywy prof. Lecha Chyczewskiego, kierownika Katedry Biostruktury i Zakładu Patomorfologii Lekarskiej UMB, w holu głównym odsłonięto tablicę pamiątkową poświęconą profesorowi.
O prof. Komczyńskim jego współpracownik i następca na stanowisku kierownika Zakładu Anatomii Patologicznej AMB, prof. Henryk F. Nowak napisał tak:
Odszedł od nas przedwcześnie w pełni sił twórczych. Mimo postępującej choroby pracował intensywnie do ostatniej chwili życia, poświęcając je swej życiowej pasji – nauce i uczelni. Był człowiekiem skromnym i nad wyraz uczciwym. W pamięci uczniów pozostanie na zawsze jako Człowiek czynu, Człowiek, który wierzył w nas, ucząc skromności, pracowitości i sprawiedliwości. Wymagania największe jednak stawiał zawsze sobie i stanowił dla nas niedościgniony wzór pracowitości, rzetelności i umiłowania zawodu. Prawością charakteru, ścisłą wiedzą, którą dzielił się ze swymi współpracownikami, siłą doświadczenia bogatego życia, wyrozumiałością dla ludzkich trosk i potknięć, stanowić będzie zawsze dla nas wzór Człowieka, Zwierzchnika, Nauczyciela i Przyjaciela.